# Улицы Липецка

Воронежская (ныне Советская) улица. 1895 год

По состоянию на начало 2024 года в Липецке насчитывается 884 улицы, в том числе 3 проспекта, 124 переулка, 24 площади, 26 проездов, 2 бульвара, 5 шоссе, а также приравненные по статусу к улицам 4 квартала, 3 посёлка и 3 группы домов МПС).

## История

### XVIII век
Доподлинно известно, что местом зарождения Липецка являлось небольшое село Малые Студёнки Липские, известное ещё в XVII веке и находившееся близ реки Воронеж в районе нынешних Нижнего парка и Городища. В начале же XVIII века по указу Петра Первого здесь возникли металлургические заводы, которые дали жизнь посёлку «Липецкие железные заводы» (в различных источниках встречается вариант Липские железоделательные заводы). Позже в посёлке были построены и другие предприятия. С течением времени по мере строительства и развития заводов и фабрик посёлок разрастался, занимая территории вблизи реки Воронеж, на Соборной горе и по обе стороны Каменного Лога. По мере развития промышленности экономический центр округи постепенно смещается в Липецк.

План города Липецка 1787 года с прилегающей Дикинской слободой. Геодезическая съёмка

16 сентября 1779 года по указу императрицы Екатерины II посёлок «Липецкие железные заводы» преобразуется в город Липецк Тамбовской губернии. В 1788 году на него был составлен первый генеральный план. Этот план полностью игнорировал существовавшую тогда застройку и рельеф местности. На месте запутанной сетки улиц была запроектирована новая сетка одинакового размера прямоугольных кварталов, размещённых по обе стороны Каменного Лога. Единственная центральная площадь города должна была находиться в районе пересечения нынешних улиц Ворошилова и Советской. Сравнивая схему Липецка конца XVIII века с сегодняшней картой центральной части города можно обнаружить лишь сложившиеся к тому времени улицы ныне имени Салтыкова-Щедрина и Карла Маркса, а также трассу плотины Верхнего пруда (ныне начальный участок Петровского проезда). Все остальные улицы, существовавшие в то время, в течение XIX века были ликвидированы.
Генеральный план так и не начал осуществляться, так как для этого не было экономической возможности. В силу различных причин в 1786 году металлургические заводы прекратили свою работу, а в 1795 году были закрыты.

### XIX век
В начале XIX века произошло событие, открывшее большие возможности для роста Липецка. 25 апреля 1805 года был открыт курорт, названный «Минеральными Водами». Тамбовскому губернатору совместно с директором курорта И. Н. Новосильцевым было поручено превратить провинциальный и беспорядочно застроенный деревянно-соломенный городок в конкурента западных фешенебельных курортов. С этой целью был разработан новый генеральный план Липецка, который был утверждён императором Александром I 19 июля 1805 года.

Генеральный план Липецка 1805 года

Новый генеральный план, также как и предшествующий 1788 года, предусматривал увеличение территории города с разбивкой его на прямоугольные кварталы. На плане появляются две площади: первая — центральная, на левом берегу Липовки, ныне Соборная (Ленина), вторая — для ярмарок и базаров, на правом берегу Липовки, ныне Коммунальная. Город окружали вал и ров, откуда четверо ворот вели в Воронеж, Усмань, Лебедянь и Тамбов.
Открытие Минеральных Вод привлекло на жительство в Липецк большое количество дворян. Для строительства домов им отводились участки в лучших местах города: на возвышенности против Петровского пруда. Таким образом, здесь сформировалась одна из первых улиц, названная Дворянской (ныне имени Ленина). Параллельно и перпендикулярно к ней возникли улицы Гостиная (ныне Интернациональная), Продольная (Плеханова), Лебедянская (Зегеля), Монастырская (Пролетарская), Межевая (Желябова), Последняя (Семашко), 2-я Липовская (Липовская), Сенная (Агте), Одноличка (Гагарина) и другие. Заметную долю населения на них также составляло дворянство. В этот же период были устроены Нижний и Верхний парки.

Вид на город с Соборной горы. В центре — Верхний пруд. Слева от него — плотина (Петровский спуск). За прудом — пересекающиеся Воронежская и Усманская улицы. 1883 год

На противоположной стороне Каменного Лога застраивалась торговая часть города. Здесь появились улицы Усманская (ныне Фрунзе), Воронежская (Советская), Базарная (Первомайская), Площадная (Октябрьская), Церковная (Льва Толстого), 1-я Липовская (Ворошилова), Стрелецкая (Горького), Соляная, Гульбищенская (Пушкина), Крайняя и другие. Центром данной части Липецка стала вышеупомянутая площадь, ранее называвшаяся Троицкой (ныне Коммунальная). Здесь же, у пересечения Воронежской и Гульбищенской улиц, был устроен «Воронежский сад», уничтоженный в 1930-е годы в связи со строительством станкозавода.
Новый генеральный план игнорировал существовавшую на тот момент сетку улиц. Новые улицы прокладывались прямо по «живому» Это был сложный процесс полной реконструкции города, растянувшийся до середины XIX века. Перестройке Липецка «помогли» три крупных пожара 1805 и 1806 годов, уничтоживших почти половину городских домов. Строжайший контроль обеспечил выполнение генплана. Заложенная им новая сеть прямых и широких улиц дошла неизменной вплоть до начала 30-х годов XX века. Согласно «Всеобщему географическому словарю» в 1843 году в Липецке было 25 улиц и 4 площади, 1254 дома (в том числе 11 каменных), 16 заводов, 2 училища. Всего в городе проживало 8700 человек.

### XX—XXI век

План города Липецка 1910 года

В начале XX века на берегу реки Воронеж, близ села Сокольского был построен металлургический завод. Неподалёку от него возник посёлок инженерного персонала (в настоящее «Сокол» — район Липецка). Несмотря на то, что завод и жилая зона находились на значительном расстоянии от города и не имели с ним общей границы, возникший посёлок вошёл в состав Липецка. Три сокольские улицы получили названия Нижняя, Средняя и Верхняя колонии (ныне, соответственно, улицы Газина, Смыслова и площадь Константиновой).
Следующее территориальное изменение Липецка произошло только в 1933 году, когда к нему были присоединены сёла Дикое и Большие Студёнки со своей сетью улиц. Таким образом, в состав города с юго-западной стороны вошли земли между нынешними улицами Неделина, Механизаторов, проспектом Победы и поймой реки Воронеж (нынешняя улица 50 лет НЛМК), а с северной — территория от Быханова сада до Сокола. Часть Воронежского шоссе получила название Колхозная улица (ныне проспект Победы).
Немногим ранее, в 1932 году, был образован посёлок Липецкие Железные Рудники (ЛЖР) (со 2-й половины 1960-х — Сырский), до 1993 года имевший своё автономное управление. Посёлок находился на большом удалении от Липецка, но всё же считался его составной частью.
В начале 1930-х годов началось строительство крупного металлургического завода на левом берегу реки Воронеж. Тогда же при нём возник и жилой посёлок Новолипецк. До этого на левом берегу находился единственный небольшой городской район винокуренного завода (ныне — спиртзавод). По мере вырубки деревьев росла и сеть улиц нового городского района. До 1939 года все они были безымянными.
Также в начале 1930-х к северо-западу от Липецка возник посёлок «Овощесовхоз» (ныне район Опытной станции), вошедший в состав города. 
В конце 1930-х образован посёлок при Силикатном заводе с двумя улицами — Силикатной и Пархоменко (ныне Усманская). В 1976 году здесь появились ещё две улицы — Архангельская и Астраханская.
Сразу после войны началось строительство посёлка при тракторном заводе. Тем самым территория левобережной части города значительно расширилась.
В 1950-е годы начался бурный рост Липецка. Несомненным толчком к его значительному подъёму стало активное промышленное послевоенное развитие города, а также получение Липецком статуса областного центра после образования в январе 1954 года Липецкой области. В состав города вошли обширные территории: посёлок Трубного завода (территория завода и нынешние улицы Качалова, Мусоргского, Нестерова, переулок Попова), участок между Студёнками и Соколом (нынешние улицы Ковалёва, Куйбышева, Сафонова и другие), участок застройки в бывшем колхозном саду вдоль чётной стороны Колхозной улицы — ныне проспект Победы (улицы Папина, Союзная, Мирная и др., Крылова, Хмельницкого, Достоевского, Доватора, Юных Натуралистов, Механизаторов и др.), посёлок Мирный, Студёновского рудоуправления (улицы Гайдара, Нахимова, Ушакова и др.), посёлок 10-й шахты, Северный Рудник. В короткие сроки буквально на пустырях возникала сетка новых улиц с частной и коллективной застройкой.
В 1957 году был образован посёлок Казинка, имевший аналогичный статус с ЛЖР. Он включил в себя две части — пристанционный посёлок Казинка и посёлок Дачный.

Улица Космонавтов

В начале 1960-х годов начался знаковый этап в развитие города. На пустырях, примыкавших к северо-западной части города началось строительство крупных жилых кварталов — микрорайонов. Застройку в них составляли новые типовые панельные дома, прозванные в народе «хрущёвками». Вдоль образованной улицы Космонавтов в первой половине 1960-х возникли микрорайоны с 1-го по 7-й, а во второй половине десятилетия — с 8-го по 12-й.
В 1960 году к Липецку присоединили крупное село Сокольское, примыкавшее в городу с северо-восточной стороны, а в 1965 году — посёлок Заречье близ Тракторного.
С начала 1970-х годов продолжилось развитие Липецка в юго-западном направлении вдоль крупнейшей городской магистрали — проспекта Победы. Здесь выросли крупные жилые кварталы — Студенческий городок и 15-й микрорайон. Помимо этого, в 1972 году после окончания строительства 2-го мостового перехода (ныне Октябрьский мост), напрямую соединившего растущую юго-западную часть города с Тракторным, в состав Липецка были включены село Коровино и часть села Сырского.
В 1976 году был образован посёлок энергостроителей, получивший название Матырский. Несмотря на свой автономный статус (так же как и Сырский с Казинкой), он считался неотъемлемой частью Липецка. В настоящее время Матырский активно застраивается частными домами и имеет весьма разветвлённую сеть улиц. В том же году к Липецку присоединён и посёлок Новая Жизнь.

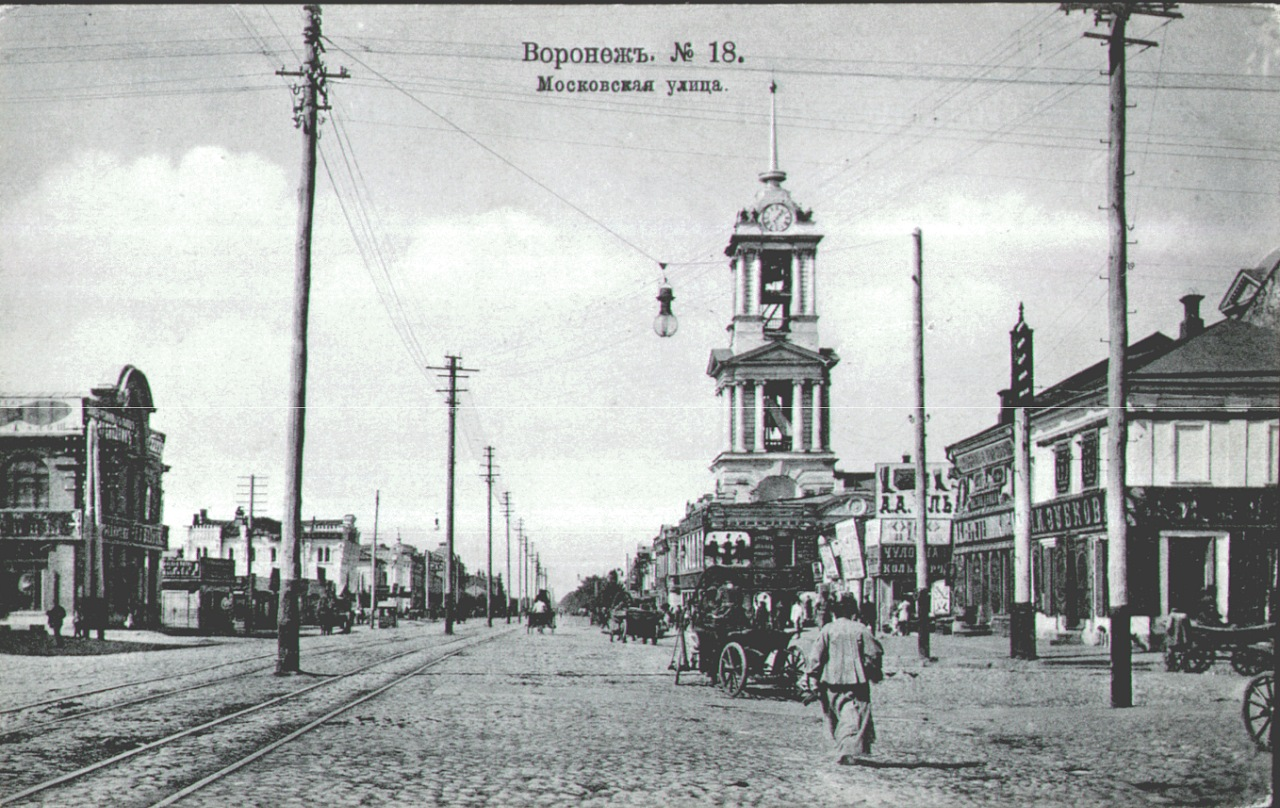
Московская улица

В конце 1970-х годов началось освоение новых территорий вдоль Елецкого шоссе. Здесь началась застройка 19-го микрорайона и комплекса политехнического института. Часть шоссе в 1980 году названа Московской улицей.
В 1970-х продолжалось возведение новых микрорайонов, но возникали они точечно в разных районах города. Так на карте Липецка появились 13-й (в районе улицы 8 Марта), 14-й (на пустыре в районе новой эстакады через Каменный Лог у площади Победы), 15-й (между проспектом Победы и Каменным Логом), 16-й (вдоль улицы Неделина), 17-й — Северный (на Соколе), 18-й (вдоль проспекта Победы). В основном микрорайоны росли на бывших пустырях. Исключением явился лишь 16-й микрорайон, при застройке которого сносу подверглась значительная часть Дикого. При этом полностью исчезло 7 улиц, а ещё на нескольких осталось лишь по 1-2 дома.

Улица Катукова (перекрёсток с улицей Меркулова)

По окончательно утверждённому генплану Липецка было определено основное направление роста города — в юго-западном направлении. Согласно этому решению, в начале 1980-х началась застройка нового Юго-Западного жилого массива между нынешними улицами Водопьянова и Катукова. Здесь до конца десятилетия выросли микрорайоны с 20-го по 24-й. Сетка кварталов покрыло бывшие колхозные поля. Кроме улиц, ограничивающих жилые массивы, внутри микрорайонов были предусмотрены бульвары и проезды.
В 1984 году в состав города вошли сёла Ссёлки и Жёлтые Пески. Тем самым территория Липецка значительно расширилась в северо-восточном направлении. Эти сёла до 1993 года имели своё самоуправление, так же как и ряд посёлков.
В конце 1980-х к Липецку были присоединены земли между селом Подгорным и рекой Воронеж.

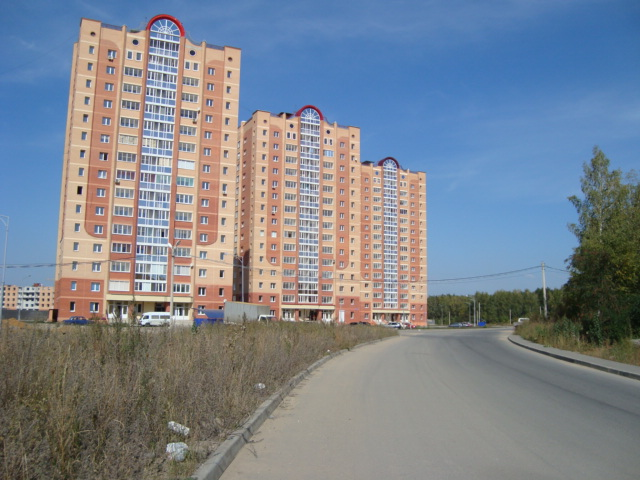
Политехническая улица (Университетский микрорайон)

С начала 1990-х годов началась застройка обширных территорий между улицей Катукова и Сырским. Здесь уже выросли и продолжают строиться микрорайоны с 26-го по 33-й. При этом бывший посёлок Сырский полностью сольётся с городом.
С начала XXI века застроен высотными жилыми домами Университетский микрорайон, расположенный в западной части Липецка. В 2013 году началось и продолжается строительство Елецкого микрорайона вдоль одноимённого шоссе.
Последнее территориальное приобретение города — это посёлок Венера, вошедший в состав Липецка после муниципальной реформы 2006 года. Тогда же здесь была образована единственная улица — Яблоневая.

## Имена улиц Липецка

Монастырка. Древне-Успенская церковь. Конец 19 века

Названия улиц посёлка «Липецкие железные заводы», на основе которого вырос город Липецк, не сохранились, но можно предположить, что при прокладке новых улиц согласно генеральному плану была возможна преемственность в топонимике. Так, название Монастырской улицы (ныне Салтыкова-Щедрина) перешло в XIX век из XVII века. Название возникло из-за соседства с монастырём, частью которого является Древне-Успенская церковь. Этот район в народе издавна именуют Монастыркой.

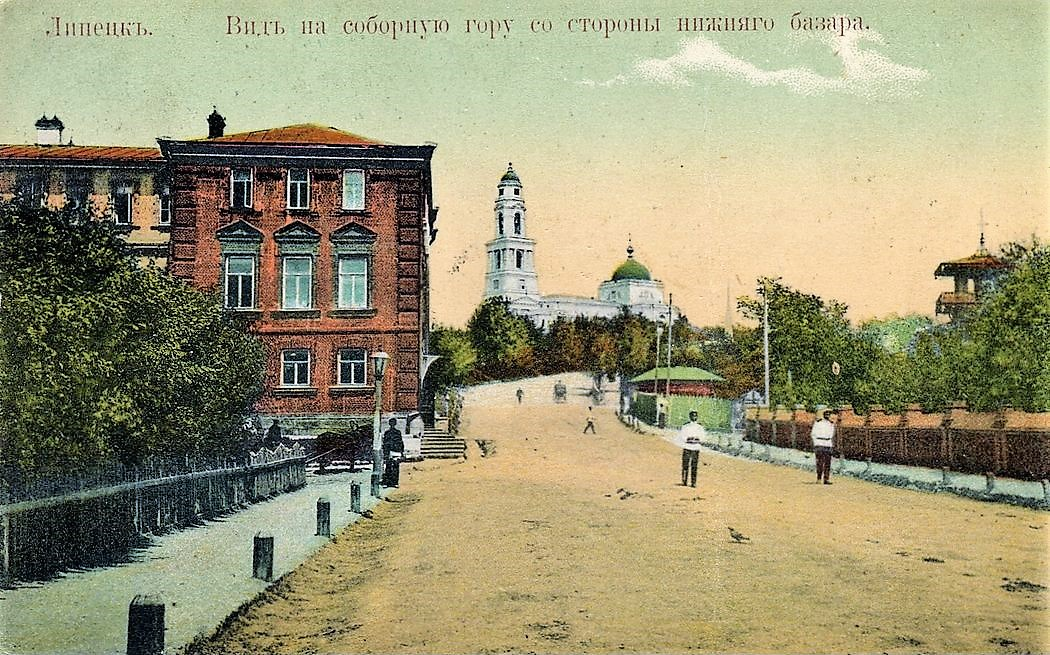
Петровский спуск. Начало 20 века

Обелиск Петру I на Петровском спуске. 1860-е гг.

Лучшей улицей города была Дворянская (ныне Ленина), название которой отражало классовый принцип её заселения. Важнейшими магистралями города являлись Воронежская (Советская), Усманская (Фрунзе), Лебедянская (Зегеля) улицы. Их названия происходят от тех городов, в которые по этим улицам вела дорога из Липецка. Параллельно Дворянской проходили Гостиная улица (Интернациональная), названная так по гостиным дворам, расположенным на ней, а также Продольная (Плеханова), получившая имя по своему положению вдоль двух предыдущих улиц. Пересекала Гостиную и Продольную Монастырская улица (Пролетарская), получившая название по своему направлению от района Монастырки. Нынешняя улица Гагарина, как окраинная в то время была застроена только с одной стороны и окнами смотрела в поле. Отсюда её название — Одноличка. Понятны также названия двух Садовых улиц (Карла Маркса и Балмочных) по расположенным поблизости Нижнему парку (саду) и Быханову саду, соответственно. Петровский спуск именовался по обелиску, установленному на нём в память о российском императоре Петре Великом. Нынешняя улица Семашко называлась Последней по своему направлению к городской окраине. По кузнечной слободе носила имя Кузнечная улица, по реке Липовке — 1-я и 2-я Липовские (ныне Ворошилова и Липовская). По Вознесенскому собору, расположенному на Вознесенской площади (ныне Театральная), именовали Церковную улицу (ныне Л.Толстого), а по дубовой роще (месту гуляний) — Гульбищенская (Пушкина). Площадную улицу (ныне Октябрьская) на две части рассекала Троицкая площадь, на которой кроме храма располагались базар и ярмарки, давшие имя Базарной улице (ныне Первомайская). Ещё две городские площади — Старобазарная (Революции) и Тюремная (Торговая) назывались по объектам (старому базару и тюрьме), располагавшимся на них в прошлом. Прогонная (ныне Неделина) улица получила такое название потому, что по ней, в пространстве между городом и Дикинской слободой, прогоняли скот. С северо-западной стороны Липецк ограничивала Крайняя улица, донёсшая своё имя до наших дней.

Старобазарная площадь. Начало 20 века

Понятно происхождение названий улиц Уступной (ныне Адамова), Подовражной, Канавной (Скороходова) Большой и Малой Скатных (скат — спуск), отражавших характер рельефа местности. Понятно и название ныне не существующей Соляной улицы, на которой находились городские соляные склады.
Интересно происхождение названия Вокзальной улицы (ныне улица Литаврина), располагавшейся вблизи от Нижнего парка. В прошлом вокзалами в России назывались места общественных увеселений. В Липецке такого рода местом являлся курзал «Минеральных Вод», стоявший у начала Вокзальной улицы. Позже в этом здании располагались драматический театр, областная филармония, театр кукол. Уже в XXI веке оно было снесено из-за ветхости. На его месте построен храм-часовня Петра и Павла.
Сохранились названия небольших улочек, расположенных в районе Каменного Лога — Большие и Малые Ключи, Верхне-Логовая и Нижне-Логовая, Средняя, Набережная, Каменный Лог.
Нет достоверных ответов на то, почему улица Горького называлась Стрелецкой, а улица 8 Марта Куликовской, почему район улицы Калинина исторически назван Переслановка, почему улица Желябова называлась Межевой, а Сапёрная — Разгульной.

Вид на Соборную гору. Перекрёсток Базарной улицы и Троицкой площади. Начало 20 века

Послереволюционное время отразилось по всей стране массовым переименование городов, сёл, улиц и т. д. В Липецке в канун первой годовщины Октябрьской революции в ноябре 1918 года решением Липецкого уездного исполкома целый ряд улиц и площадей города получили новые имена. Соборная площадь стала Интернациональной, Вознесенская площадь — Красной, Старобазарная — площадью Революции, Троицкая — Коммунальной, Тюремная — площадью Свободы, Церковная улица получила имя Льва Толстого. Полугодом ранее — в апреле — Дворянская улица стала Советской (в 1924 году переименована в улицу Ленина, а Воронежская стала Советской).
Стремление новых властей «отречься от старого мира» отразилось в топонимике города сменой в течение 1920-х-начала 1930-х годов большинства дореволюционных названий крупнейших улиц Липецка. В основу переименований был положен идеологический принцип, а также увековечение имён деятелей партии и государства. За этот период улицы Площадная, Базарная, Садовая, Усманская, Гостиная стали соответственно Октябрьской, Первомайской, Карла Маркса, Фрунзе, Сталинской. В 1921 году Лебедянская улица получила имя Артура Зегеля, погибшего при подавлении крестьянского восстания («антоновщины») в Тамбовской губернии. В 1923 году Межевая улица переименована в улицу Желябова в честь одного из руководителей революционного движения XIX века, организатора Липецкого съезда народовольцев. В конце 1920-х Продольная улица названа в честь первого русского марксиста Г. В. Плеханова, жившего с семьёй на этой улице в свои детские и юношеские годы.
В 1930-х годах на карте Липецка появились имена писателей. В 1931 году Стрелецкая улица получила имя Максима Горького, а в 1937 году к 100-летию со дня гибели А. С. Пушкина улица Гульбищенская была переименована в честь великого русского литератора. В те же годы была переименована и старейшая липецкая улица — Монастырская, получившая имя поэта Демьяна Бедного (с 1941 года — улица Салтыкова-Щедрина).
В 1933 году Липецк вышел за свои предреволюционные границы после присоединения Дикинской слободы и села Большие Студёнки. В 1936 году все улицы в этих двух новых городских районах, имевшие тёзок в остальном Липецке, были переименованы. В дальнейшем такая же процедура применялась к подобным улицам и в других отдалённых автономных частях города. В 1960 году переименованию подверглись улицы в Сокольском, в 1964 году — в посёлках Сырском, Дачном и Казинке, в 1976 году — в Матырском, а в 1977 году — в посёлке Новая Жизнь. Ещё 20 лет назад планировалось дать новые имена и улицам-«тёзкам» в Ссёлках и Жёлтых Песках, но эти планы до сих пор не осуществлены.
В 1930-е годы началась активная застройка левого берега реки Воронеж. Кроме металлургического завода здесь был образован посёлок, названный Новолипецком. Появившиеся в нём улицы первоначально названий не имели. Адреса домам давались следующие: фибролитовые дома, № …; посёлок лесопильного завода, № …; дома спиртзавода, № …, и другие. Первые названия были даны лишь в 1939 году. Вот неполный перечень первых новолипецких улиц: Леваневского, Лермонтова, Лесная, Левобережная, Набережная, Островского, Расковой, Осипенко, Гризодубовой и другие.
В послевоенное время Липецк стал переживать бурный рост. В короткий срок количество улиц в городе удвоилось, причём зачастую они стали носить причудливые имена. Например, появились 4 улицы 9 Января, 3 улицы имени Кагановича, 5 Береговых, 4 имени Фурманова, 4 улицы имени 4-й Пятилетки и тому подобное. Значительное число улиц вообще не имели названий, а здешние дома адресовались по посёлкам. С целью исправить создавшуюся ситуацию в мае 1957 года липецкий горсовет принял обширный документ, согласно которому безымянные улицы получили названия, а неудобоваримые имена заменены на более удобные.
Следующая волна переименований затронула городские улицы в октябре того же года после введения Верховным Советом СССР моратория на присвоение городам, сёлам, улицам и пр. имён здравствующих людей. Согласно этому решению своих «именных» улиц в Липецке лишилась большая группа политических и военных деятелей, учёных, писателей и других заслуженных людей. Так, улицы имени знаменитых уроженцев липецкого края Стаханова и Водопьянова стали Гранитной и Известковой соответственно. Переименованы улицы Ворошилова (новое название — Депутатская), Будённого (Красная), Покрышкина (Полярная), Гризодубовой (Прокатная), Тимошенко (Семашко), Жукова (Инженерная), Микояна (Спиртзаводская), Рокоссовского (Солидарности), Хрущёва (40 лет Октября), Булганина (Краснозаводская), Маресьева (Зенитная), Шолохова (Степная) и другие. Такая же процедура была проведена и с подобными улицами в Сырском, Дачном, Казинке. В последующем имена Водопьянова, Стаханова, Будённого и Ворошилова всё же вновь возникнут на карте города.

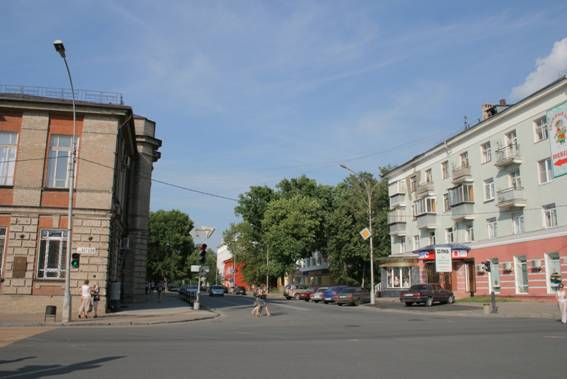
Интернациональная улица (бывшая Сталинская). Перекрёсток с улицей Зегеля

Несколько ранее данного постановления — в августе того же года — после снятия со всех партийных и государственных постов участников так называемой «антипартийной группы» Молотова, Кагановича и Маленкова улицы их имени в Липецке (как и во всей стране) были переименованы (смотри Улица XX Партсъезда (Липецк), Улица Чапаева (Липецк) и Коммунистическая улица (Липецк)).
После завершения XXII съезда КПСС с карты СССР убрали имя И. В. Сталина. В Липецке были переименованы Сталинская и Сталинградская улицы, соответственно в Интернациональную и Волгоградскую.
В начале 1960-х годов в Липецке появились новые крупные замкнутые жилые массивы — микрорайоны. В связи с тем, что их строительство совпало с развитием космонавтики, все улицы здесь получили «космические» названия (имени Космонавтов, Гагарина, Титова, Терешковой, Циолковского).
Такой же принцип характерен и для следующей группы микрорайонов — с 8-го по 12-й, построенных во второй половине 1960-х годов в западной части города. Почти все названия здешних улиц также связаны с космосом — улицы Космонавтов, Филипченко (первоначально переулок Космонавтов), Звёздная. Исключением из этого правила стали улицы Вермишева (названная в честь погибшего в годы гражданской войны под Ельцом журналиста и писателя Александра Вермишева) и позже образованная Московская улица.
Самому значительному переименованию после 1957 года подверглись липецкие улицы в мае 1965 года накануне 20-летия Победы над Германией. В память о погибших земляках — Героях Советского Союза — новые имена получили сразу 10 липецких улиц. Улица Зенитная переименована в улицу Газина, Строительная — в улицу Кротевича, Центральная — в улицу Ковалёва, Шахтёрская — в улицу Шкатова, Юношеская — в улицу Бурлакова, Полтавская — в улицу Кочеткова, Физкультурная — в улицу Гришина, Общественная — в улицу Папина, часть улиц 30 лет ВЛКСМ и Герцена — в улицу Флёрова, Клубная площадь — в площадь Константиновой. Кроме того, Колхозные улица и площадь стали называться проспектом и площадью Победы, а Прогонная улица переименована в улицу Неделина в память о маршале Неделине, учившемся в юношеские годы в Липецке.
18 ноября 1966 года получили новые названия сразу 5 улиц в посёлке тракторостроителей. Улицы Народная, Коллективная и Кедровая переименованы в честь казнённых фашистами в 1942 году героев-разведчиков, уроженцев Елецкого района. Новые названия — улицы Кондарева, Шаталовой, Огнева (соответственно). Тогда же Полярная улица переименована в улицу Бачурина в честь Володи Бачурина — убитого фашистами юного разведчика, уроженца Воловского района, а Сосновая улица получила имя 6-й Гвардейской стрелковой дивизии, сформированной в 1942 году на липецкой земле.
Накануне 50-летнего юбилея Великой Октябрьской социалистической революции ряд липецких улиц получили имена активных участников становления Советской власти в Липецке и Липецком уезде. Новая улица переименована в улицу Сафонова, Смоленская — в улицу Игнатьева, Станкостроительная — в улицу Матвея Шаталова, Уступная — в улицу Адамова, Садовая — в улицу Балмочных, Сенная — в улицу Агте. 

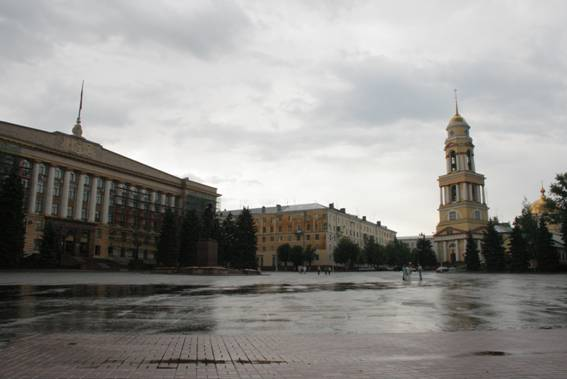
Соборная площадь

В последующие годы столь массовых переименований не было. Единственным случаем возвращения старинного названия липецкой улице (в данном случае площади) было решение 30 июня 1993 года о дополнительном официальном названии площади Ленина — Соборная площадь. Это несколько странное решение властей города до сих пор вносит путаницу в вопрос её точного именования. Чаще всего можно видеть вариант просто Соборная площадь, но также встречаются и такие варианты как Соборная (Ленина), Соборная-Ленина и Ленина-Соборная.
Что же касается современной топонимики липецких улиц, то самый крупный блок названий — это «именные» улицы, то есть носящие имена различных персоналий. Подобных улиц в Липецке насчитывается свыше 280:
- 67 «именных» улиц названы в честь деятелей культуры — писателей, поэтов, художников, актёров, режиссёров, композиторов (улицы Пушкина, Лермонтова, Льва Толстого, Достоевского, Горького, Есенина, Маяковского, Айвазовского, Репина, Качалова, Станиславского, Чайковского, Мусоргского, …);
- 31 — в честь учёных (улицы Ломоносова, Менделеева, Курчатова, Павлова, Циолковского, Дарвина, Лобачевского, имена учёных-металлургов носят улицы и переулки Аносова, Бардина, Курако);
- 17 улиц названы по фамилиям видных деятелей промышленности, науки и культуры Липецка и Липецкой области (площади Франценюка, Загорского, Клименкова, Горскова, улицы Белянского, Берзина, Мистюкова, Лутова, Хорошавина, Шуминского, Коцаря, Артёмова, Ляховой, Мартынова, Москаленко, Саунина, Трунова);
- 11 улиц — в честь липчан — офицеров и сержантов Советской и Российской Армии и МВД России, погибших при исполнении служебных обязанностей (улицы Белана, Теперика, Свиридова, Смыслова, Кривенкова, Шерстобитова, Осканова, Казьмина, Виктора Музыки, Фурсова, проезд Кувшинова);
- 29 улиц Липецка носят имена Героев Великой Отечественной войны — уроженцев липецкого края или погибших на липецкой земле (улица и переулок Литаврина, улицы Газина, Меркулова, Гришина, Барашева, Бурлакова, Папина, Кочеткова, Гусева, Нестерова, Степанищева, Ануфриева, Барабанщикова, Барковского, Басинского, Бахаева, Бачурина, Знаменского, Ковалёва, Кондарева, Кротевича, Огнева, Полунина, К.Шаталовой, Шкатова, переулок Антипова, площади Константиновой и Великолепова);
- 27 улиц названы в честь Героев Советского Союза — участников Великой Отечественной войны и сопротивления советского народа фашистским захватчикам (улицы Доватора, Гастелло, Ватутина, Черняховского, Катукова, Полетаева, Олега Кошевого, Шевцовой, Зои Космодемьянской, Матросова, …);
- 18 улиц носят имена видных военных деятелей СССР и России (улицы Будённого, Ворошилова, Адмиралов Макарова и Лазарева, Нахимова, Ушакова, Багратиона, Суворова, Кутузова, …);
- 5 улиц названы в честь знаменитых советских лётчиков (улицы Чкалова, Леваневского, Водопьянова, Расковой и Осипенко);
- 6 — в честь космонавтов (улицы Гагарина (две улицы), Титова, Терешковой, Филипченко, Комарова);
- 11 — в честь героев Гражданской войны (улицы Чапаева, Городовикова, Пархоменко, Лазо, Щорса, Котовского, Дундича, Железнякова, Фабрициуса, переулки Кочубея и Руднева);
- 27 улиц носят имена видных политических деятелей СССР и России (Петровский проезд и площадь Петра Великого, улицы Ленина, Свердлова, Дзержинского, Калинина, Кирова, Александра Невского, …);
- 18 — имена российских и международных революционных деятелей (улицы Карла Маркса, Энгельса, Баумана, Плеханова, Тельмана, Димитрова, Либкнехта, …);
- 8 улиц названы в честь активных участников становления Советской власти в Липецке (улицы Адамова, Балмочных, Вермишева, Зегеля, Игнатьева, Скороходова, переулки Попова и Янкина);
- 12 — в честь видных исторических деятелей прошлого (улицы Булавина, Минина, Пожарского, Одоевского, Пестеля, Пугачёва, Разина, Спартака, Рылеева, Хмельницкого, переулки Ермака и Болотникова);
- 5 улиц — в честь знаменитых советских полярных исследователей, путешественников, землепроходцев (улицы Папанина, Седова, Смургиса, Хабарова, Мазурука).

Мемориал героям-авиаторам

Ряд улиц назван в честь лётчиков — уроженцев липецкого края или погибших при выполнении служебных обязанностей на липецкой земле, совершивших подвиги в годы Великой Отечественной войны или в послевоенное время. Таких улиц на карте города насчитывается 18. Вот их полный перечень: улица и переулок Литаврина, улицы Водопьянова, Мазурука, Степанищева, Кротевича, Барковского, Барашева, Полунина, Знаменского, Ануфриева, Басинского, Бахаева, Свиридова, Кривенкова, Шерстобитова, Осканова и переулок Антипова.
Немало липецких улиц имеют географические имена. Среди них есть свыше 50 улиц, названных в честь городов и республик (Московская, Ленинградская, Винницкая, Донецкая, Архангельская, Астраханская, Воронежская, Киевская, Минская, Курская, Тамбовская, Орловская, Украинская, Белорусская, Елецкая, Лебедянская, Усманская, Тульская, Рязанская, Саратовская, Волгоградская, Одесская и другие улицы), 7 — в честь рек и озёр (улицы Амурская, Ангарская, Байкальская, Волжская, …), свыше 20 — в честь природных зон (улицы Чернозёмная, Крымская, Уральская, Арктическая, Кавказская, Алтайская, Таёжная, Полярная, Степная, …).
Более 60 улиц Липецка имеют биологические названия, получившие популярность в последнее время при наименовании новых улиц с частной застройкой. Улицы Васильковая, Ромашковая, Фиалковая, Абрикосовая, Грушёвая, Земляничная, Малиновая, Ореховая, Рябиновая, Сливовая, Яблоневая, Кленовая, Ольховая, Берёзовая, Еловая и другие, переулки Тополиный, Сосновый, Вишнёвый, Фруктовый, Жасминовый, проезды Цветочный, Сиреневый, Каштановый.

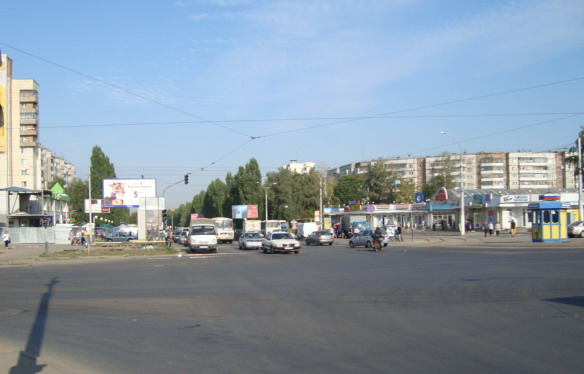
Перекрёсток проспекта 60 лет СССР и улицы Меркулова

Немало улиц названо в честь памятных дат, событий и юбилеев, связанных с историей СССР и России. Среди них проспект 60 лет СССР, улицы Первомайская, Октябрьская, 8 Марта, 9 Мая, 3 Сентября, 9 Января, XX Партсъезда, 30 лет Октября, 30 лет ВЛКСМ, 40 лет Октября, 40 лет ВЛКСМ, 40 лет Советской Армии, 300-летия Флота России, 70 лет Октября и другие, а также улица 50 лет НЛМК.
Названия целого ряда улиц Липецка имеют профессиональную направленность. Это площади Авиаторов, Металлургов, улицы Авиационная, Литейная, Агрономическая, Горняцкая, Доменщиков, Железнодорожная, Металлургов, Медицинская, Индустриальная, Кузнечная, Сельскохозяйственная, Механизаторов, Прокатная, Ферросплавная, Энергостроителей, Ударников, Полиграфическая, проезд Строителей и многие другие.

Небесная улица

Ряд улиц в своих названиях отражают военную (Гвардейская, Краснознамённая, Партизанская, 6-й Гвардейской Дивизии, площади Героев, Танкистов, Победы, Боевой проезд) и космическую (улицы Космонавтов, Звёздная, Небесная, Солнечная, Лунный и Ракетный переулки) темы. Названия части улиц в своих именах несут идеологическую направленность послереволюционного времени (улицы Советская, Коммунистическая, Социалистическая, Комсомольская, Пионерская, Пролетарская, Интернациональная, Красная, площади Революции и Коммунальная). Несколько улиц названы по своему местоположению в городе применительно к объектам, районам и предприятиям (улицы Студёновская, Сырская, Левобережная, Зареченская, Карьерная, Свободный Сокол, Северный Рудник, Сокольская, Спиртзаводская и другие. Несколько улиц сохранили свои дореволюционные имена, отражающие их положение, географические объекты или рельеф местности (Липовская, Верхне-Логовая, Нижне-Логовая, Каменный Лог, Подовражная, Средняя, Крайняя, Большие и Малые Ключи).
В последние годы новые улицы с частной застройкой зачастую называют по пожеланиям местных жителей. Таким образом, на карте Липецка появились улицы Заповедная, Лучистая, Красивая, Вольная, Раздольная, Светлая, Вечерняя, Пейзажная, переулки Сказочный, Благодатный, Новогодний, Поэтический, Лазурный, Добрый, Живописный, Краснозоренский и другие.

## Транспорт

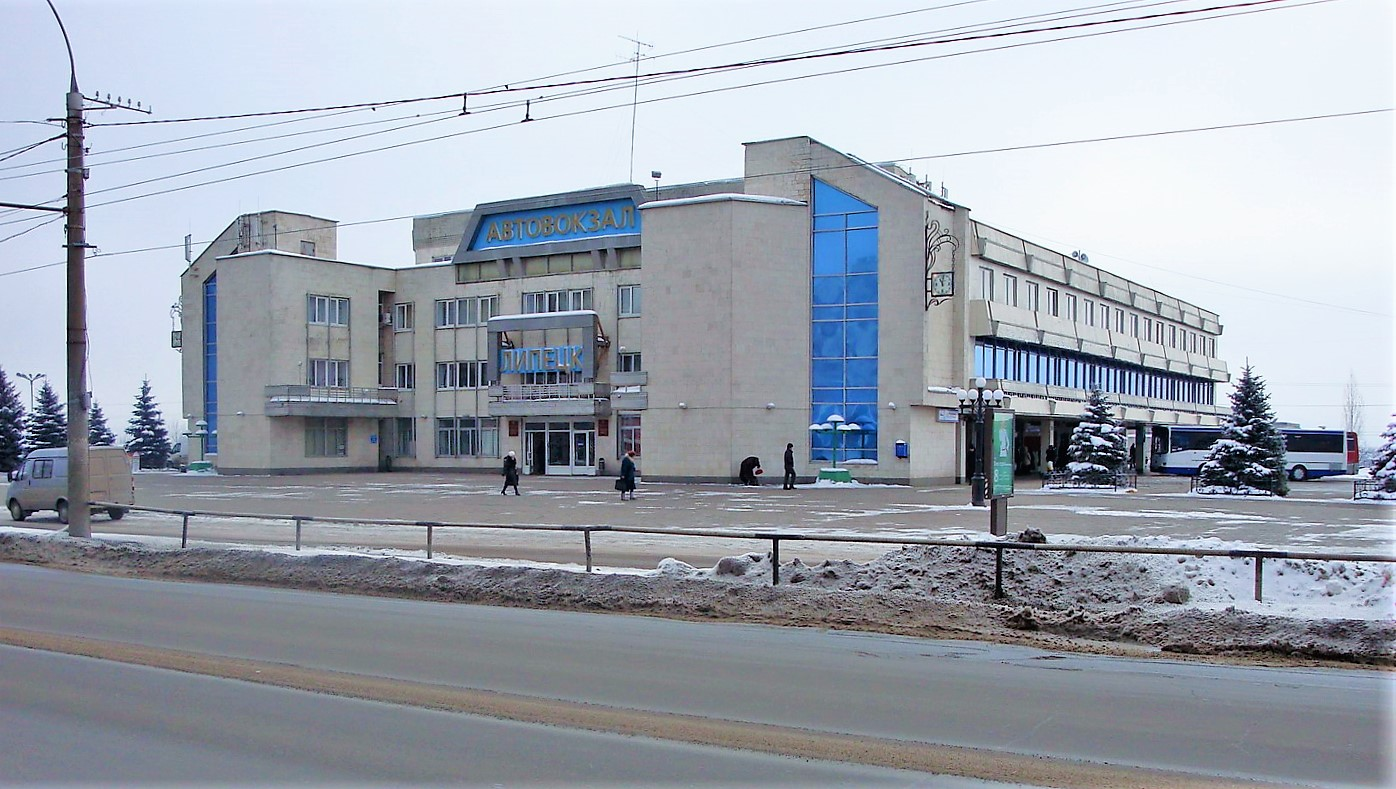
Автовокзал «Липецк»

Многие улицы Липецка являются транспортными магистралями, связывая различные городские районы между собой. Основная транспортная нагрузка в правобережной части города лежит на проспектах Победы и 60 лет СССР, улицах Советской, Космонавтов, Терешковой, Гагарина, Московской, Циолковского, Катукова, Меркулова, Неделина, Механизаторов, Плеханова, Зегеля, Студёновской, Баумана, а в левобережной — на проспекте Мира, улицах 9 Мая, Зои Космодемьянской, Краснозаводской.
Крупнейшими транспортными развязками являются площади Победы, Мира, Заводская, Танкистов, Металлургов, Кольцо трубного завода.
На проспекте Победы расположен автовокзал, откуда автобусами можно добраться до многих российских городов и внутриобластных населённых пунктов.